# Mathías López
Mathías Brian López Cabrera (Chile, 9 de agosto de 1996) es un futbolista profesional, juega como volante mixto en Club de Deportes Cobreloa  de la Segunda División Profesional de Chile.

## Trayectoria
En el año 2008 es transferido del club de amateur General San Martín de la Asociación de Fútbol de Cerrillos de la ciudad de Santiago de Chile a las divisiones inferiores del Club de Deportes Cobreloa.
En el año 2012 integra el plantel sub-17 de Cobreloa que obtiene el subcampeonato del torneo Clausura Fútbol Joven Sub-19, siendo titular en el partido de la final ante las divisiones inferiores del club Colo-Colo perdiendo en esta por una diferencia de 7 goles en Santiago.
El día 30 de julio de 2014, se consagra campeón del Torneo de Apertura Fútbol Joven Sub-19, al derrotar en la final a Universidad de Chile. gracias al campeonato obtenido, en el mes de diciembre del mismo año su equipo pudo disputar La Supercopa de la categoría sub-19 ante el equipo de Colo-Colo. El jugador ingresó como titular en el partido que terminó en derrota para el cuadro de Cobreloa por 2 goles a 0.
En el año 2015 es llamado para ser parte de la suplencia del equipo principal de Cobreloa, el cual debió enfrentar al cuadro de San Marcos de Arica, válido por la el torneo de Copa Chile. Debuta oficialmente en el profesionalismo el día 26 de septiembre del mismo año en la victoria de Cobreloa por 2 goles a 0 ante el cuadro de Santiago Morning, válido por la 7.ª fecha del campeonato Primera B de Chile 2015-16, ingresando con el dorsal número 4 en el minuto 81 de juego, en reemplazando al jugador Iván Ledezma.

## Clubes
| Club                      | País  | Año       |
| ------------------------- | ----- | --------- |
| Club de Deportes Cobreloa | Chile | 2015-2017 |
| Huachipato                | Chile | 2018      |
| Sportivo Ameliano         | Chile | 2020      |
| Deportes Concepción       | Chile | 2021-Act. |